# Puchar Świata w narciarstwie alpejskim mężczyzn 1988/1989
Puchar Świata w narciarstwie alpejskim mężczyzn sezon 1988/1989 to 23 edycja tej imprezy. Cykl ten rozpoczął się w austriackim Schladming 27 listopada 1988 roku, a zakończył 11 marca 1989 roku w japońskim Shiga Kōgen. 

## Podium zawodów

### indywidualnie
| Lp                                                          | Data              | Miejsce              | Konkurencja       | Zwycięzca             | 2. miejsce            | 3. miejsce          |
| 1.                                                          | 27 listopada 1988 | Schladming           | supergigant       | Pirmin Zurbriggen     | Franck Piccard        | Leonhard Stock      |
| 2.                                                          | 29 listopada 1988 | Val Thorens          | gigant            | Pirmin Zurbriggen     | Rudolf Nierlich       | Hans Enn            |
| 3.                                                          | 6 grudnia 1988    | Sestriere            | slalom            | Marc Girardelli       | Jonas Nilsson         | Paul Accola         |
| 4.                                                          | 9 grudnia 1988    | Val Gardena          | zjazd             | Peter Müller          | Armin Assinger        | Rob Boyd            |
| 5.                                                          | 10 grudnia 1988   | Val Gardena          | zjazd             | Helmut Höflehner      | Patrick Ortlieb       | Peter Müller        |
| 6.                                                          | 11 grudnia 1988   | Madonna di Campiglio | slalom            | Alberto Tomba         | Marc Girardelli       | Michael Tritscher   |
| 7.                                                          | 17 grudnia 1988   | Kranjska Gora        | slalom            | Marc Girardelli       | Armin Bittner         | Alberto Tomba       |
| 8.                                                          | 21 grudnia 1988   | St. Anton am Arlberg | slalom            | Armin Bittner         | Bernhard Gstrein      | Pirmin Zurbriggen   |
| 9.                                                          | 22 grudnia 1988   | St. Anton am Arlberg | zjazd             | Helmut Höflehner      | Pirmin Zurbriggen     | Leonhard Stock      |
| 10.                                                         | 22 grudnia 1988   | St. Anton am Arlberg | kombinacja        | Pirmin Zurbriggen     | Markus Wasmeier       | Hubert Strolz       |
| 11.                                                         | 6 stycznia 1989   | Laax                 | zjazd             | Leonhard Stock        | Peter Wirnsberger     | Helmut Höflehner    |
| 12.                                                         | 8 stycznia 1989   | Laax                 | supergigant       | Martin Hangl          | Hans Enn              | Helmut Mayer        |
| 13.                                                         | 10 stycznia 1989  | Kirchberg            | gigant            | Rudolf Nierlich       | Pirmin Zurbriggen     | Alberto Tomba       |
| 14.                                                         | 13 stycznia 1989  | Kitzbühel            | zjazd             | Marc Girardelli       | Michael Mair          | Roman Rupp          |
| 15.                                                         | 14 stycznia 1989  | Kitzbühel            | zjazd             | Daniel Mahrer         | Marc Girardelli       | Peter Wirnsberger   |
| 16.                                                         | 15 stycznia 1989  | Kitzbühel            | slalom            | Armin Bittner         | Alberto Tomba         | Rudolf Nierlich     |
| 17.                                                         | 15 stycznia 1989  | Kitzbühel            | kombinacja        | Marc Girardelli       | Paul Accola           | Michael Mair        |
| 18.                                                         | 17 stycznia 1989  | Adelboden            | gigant            | Marc Girardelli       | Ole Kristian Furuseth | Alberto Tomba       |
| 19.                                                         | 20 stycznia 1989  | Wengen               | zjazd             | Marc Girardelli       | Markus Wasmeier       | Daniel Mahrer       |
| 20.                                                         | 21 stycznia 1989  | Wengen               | zjazd             | Marc Girardelli       | Pirmin Zurbriggen     | Daniel Mahrer       |
| 21.                                                         | 22 stycznia 1989  | Wengen               | slalom            | Rudolf Nierlich       | Alberto Tomba         | Hubert Strolz       |
| 22.                                                         | 22 stycznia 1989  | Wengen               | kombinacja        | Marc Girardelli       | Pirmin Zurbriggen     | Markus Wasmeier     |
| 30. Mistrzostwa Świata w Narciarstwie Alpejskim 1989 – Vail |                   |                      |                   |                       |                       |                     |
| 23.                                                         | 17 lutego 1989    | Aspen                | zjazd             | Karl Alpiger          | Marc Girardelli       | Daniel Mahrer       |
| 24.                                                         | 18 lutego 1989    | Aspen                | supergigant       | Lars-Börje Eriksson   | Markus Wasmeier       | Helmut Mayer        |
| 25.                                                         | 19 lutego 1989    | Aspen                | gigant            | Ingemar Stenmark      | Marc Girardelli       | Lars-Börje Eriksson |
| 26.                                                         | 25 lutego 1989    | Whistler             | zjazd             | Rob Boyd              | Daniel Mahrer         | Pirmin Zurbriggen   |
| 27.                                                         | 26 lutego 1989    | Whistler             | supergigant       | Marc Girardelli       | Lars-Börje Eriksson   | Pirmin Zurbriggen   |
| 28.                                                         | 3 marca 1989      | Furano               | gigant            | Rudolf Nierlich       | Ole Kristian Furuseth | Pirmin Zurbriggen   |
| 29.                                                         | 5 marca 1989      | Furano               | slalom            | Ole Kristian Furuseth | Alberto Tomba         | Jonas Nilsson       |
| 30.                                                         | 9 marca 1989      | Shiga Kōgen          | gigant            | Ole Kristian Furuseth | Hubert Strolz         | Johan Wallner       |
| 31.                                                         | 10 marca 1989     | Shiga Kōgen          | slalom            | Rudolf Nierlich       | Ole Kristian Furuseth | Armin Bittner       |
| 32.                                                         | 11 marca 1989     | Shiga Kōgen          | slalom równoległy | Bernhard Gstrein      |                       |                     |

## Końcowa klasyfikacja generalna
| Miejsce | Zawodnik              | Punkty |
| ------- | --------------------- | ------ |
| 1.      | Marc Girardelli       | 407    |
| 2.      | Pirmin Zurbriggen     | 309    |
| 3.      | Alberto Tomba         | 189    |
| 4.      | Ole Kristian Furuseth | 188    |
| 5.      | Markus Wasmeier       | 166    |
| 6.      | Rudolf Nierlich       | 144    |
| 7.      | Armin Bittner         | 127    |
| 8.      | Helmut Höflehner      | 126    |
| 9.      | Daniel Mahrer         | 114    |
| 10.     | Hubert Strolz         | 112    |

### Zjazd (po 10 z 10 konkurencji)
| Miejsce | Zawodnik          | Punkty |
| ------- | ----------------- | ------ |
| 1.      | Marc Girardelli   | 139    |
| 2.      | Helmut Höflehner  | 112    |
| 3.      | Daniel Mahrer     | 102    |
| 4.      | Pirmin Zurbriggen | 94     |
| 5.      | Peter Wirnsberger | 89     |

### Supergigant (po 4 z 4 konkurencji)
| Miejsce | Zawodnik            | Punkty |
| ------- | ------------------- | ------ |
| 1.      | Pirmin Zurbriggen   | 62     |
| 2.      | Lars-Börje Eriksson | 51     |
| 3.      | Franck Piccard      | 48     |
| 4.      | Martin Hangl        | 47     |
| 5.      | Marc Girardelli     | 46     |

### Slalom gigant (po 6 z 6 konkurencji)
| Miejsce | Zawodnik              | Punkty |
| ------- | --------------------- | ------ |
| 1.      | Ole Kristian Furuseth | 82     |
| 1.      | Pirmin Zurbriggen     | 82     |
| 3.      | Rudolf Nierlich       | 79     |
| 4.      | Ingemar Stenmark      | 67     |
| 5.      | Marc Girardelli       | 66     |

### Slalom (po 9 z 9 konkurencji)
| Miejsce | Zawodnik              | Punkty |
| ------- | --------------------- | ------ |
| 1.      | Armin Bittner         | 117    |
| 2.      | Alberto Tomba         | 112    |
| 3.      | Ole Kristian Furuseth | 106    |
| 3.      | Marc Girardelli       | 106    |
| 5.      | Jonas Nilsson         | 70     |

### Kombinacja (po 3 z 3 konkurencji)
| Miejsce | Zawodnik          | Punkty |
| ------- | ----------------- | ------ |
| 1.      | Marc Girardelli   | 50     |
| 2.      | Markus Wasmeier   | 47     |
| 3.      | Pirmin Zurbriggen | 45     |
| 4.      | Paul Accola       | 44     |
| 5.      | Gustav Oehrli     | 22     |

### Drużynowo
| Miejsce | Kraj       | Punkty |
| ------- | ---------- | ------ |
| 1.      | Austria    | 1037   |
| 2.      | Szwajcaria | 928    |
| 3.      | RFN        | 435    |
| 4.      | Włochy     | 413    |
| 5.      | Luksemburg | 407    |